# Jean Anthelme Brillat-Savarin

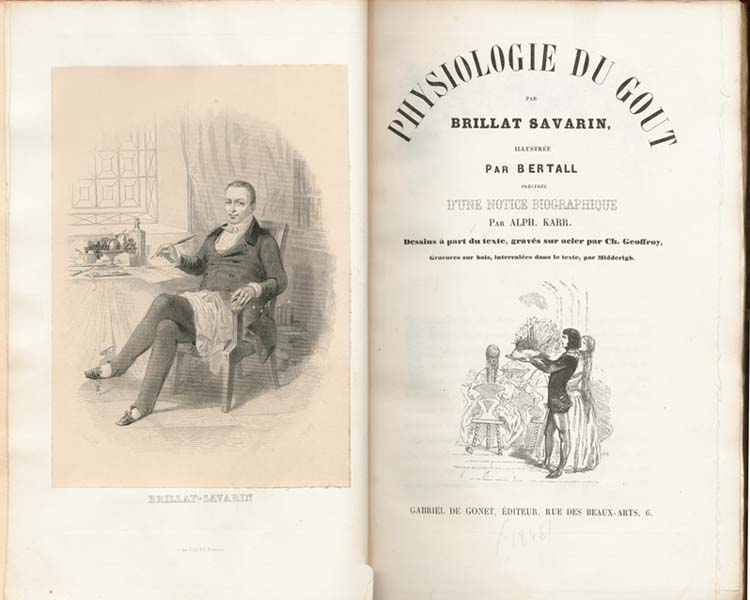
Titelsidan i Physiologie du goût med ett porträtt av Brillat-Savarin (1848).

Jean Anthelme Brillat-Savarin, född den 1 april 1755 i Ain, Frankrike, död den 2 februari 1826 i Paris, var en fransk advokat och politiker. Han var även en känd epikuré och gastronom.
Brillat-Savarin tillhörde 1789 den konstituerande nationalförsamlingen, och flyttade under skräckväldet från Frankrike och vistades under fyra år i Schweiz och Nordamerika, varifrån han återvände efter Robespierres fall och var från 1797 bisittare i kassationsdomstolen. Brillat-Savarin har skrivit en rad smärre juridiska och nationalekonomiska skrifter, men är främst känd genom sin kokbok, Physiologie du goût ("Smakens fysiologi", flera svenska översättningar) som publicerades i december 1825, två månader före hans död. Boken, som är en samling spirituella kåserier om mat och dryck, blev snabbt en av den gastronomiska litteraturens klassiker. Filosofen Epikuros var en stor inspirationskälla för boken: Ceux qui s'indigèrent ou qui s'enivrent ne savent ni boire ni manger.

## Övrigt
Osten Brillat Savarin och desserten Savarin är uppkallade efter Jean Anthelme Brillat-Savarin.

## Citat
- Dis-moi ce que tu manges, je te dirai ce que tu es.
  - Säg mig vad du äter och jag ska säga vem du är.

- Attendre trop longtemps un convive retardataire est un manque d'égards pour tous ceux qui sont présents.
  - Att vänta länge på en sen gäst är att visa brist på hänsyn mot de närvarande.

- Celui qui reçoit ses amis et ne donne aucun soin personnel au repas qu'il leur prépare, n'est pas digne d'avoir des amis.
  - Den som bjuder in sina vänner och inte lägger personlig omsorg om maten har inte gjort sig förtjänt av vänner.

- De toutes les qualités du cuisinier, la plus indispensable est l'exactitude.
  - Av en kocks alla företräden är det mest oumbärliga punktligheten.

- La maîtresse de maison doit toujours s'assurer que le café est excellent; et le maître, que les liqueurs sont de premier choix.
  - Värdinnan måste alltid försäkra sig om att kaffet är utsökt och värden om att likören är av högsta klass.

- La table est le seul endroit où l'on ne s'ennuie jamais pendant la première heure.
  - Matbordet är den enda plats där man aldrig är uttråkad under den första timman.

- La découverte d'un mets nouveau fait plus pour le bonheur du genre humain que la découverte d'une étoile.
  - Upptäckten av en ny maträtt bringar mer lycka till mänskligheten än upptäckten av en ny stjärna.

- Un dessert sans fromage est une belle à qui il manque un œil.
  - En dessert utan ost är en skönhet som saknar ett öga.

## Svenska översättningar
- Smakens fysiologi eller studier i den högre gastronomien (översättning J. Lunell, Askerberg, 1883)
- Smakens fysiologi (översättning Algot Ruhe, Wahlström & Widstrand, 1924)
- Om bordets nöjen (Ur Physiologie du goût) (översättning C. Oscar F. Setterblad, Gothia, 1953)
- Tre anekdoter (översättning C. Oscar F. Setterblad, Gothia, 1954)